# Anoplarchus purpurescens
Anoplarchus purpurescens — вид окунеподібних риб родини Стіхеєві (Stichaeidae).

## Поширення
Зустрічається в узбережних водах на північному сході Тихого океану від Алеутських островів до острова Санта-Роза біля берегів Каліфорнії.

## Опис
Тіло досягає 20 см завдовжки. Спинний плавець має 55-58 промені, а анальний плавець — 39-40.

## Спосіб життя
Це морський демерсальний вид, що мешкає в узбережних водах на глибині до 30 м. Всеїдний вид, у раціон входять дрібні водорості, поліхети, ракоподібні, молюски тощо.